# Rijl al Awwa
Rijl al Awwa (auch Rigl al Awwa; aus arabisch رجل العوى, DMG riǧl al-ʿawwā ‚Fuß des bellenden [Hundes]‘) ist der Eigenname des Sterns μ Virginis (My Virginis). Rijl al Awwa hat eine scheinbare Helligkeit von +3,88 mag und gehört der Spektralklasse F2III an. Rijl al Awwa ist ca. 61 Lichtjahre von der Erde entfernt (Hipparcos Datenbank).
Koordinaten (Äquinoktium 2000)
- Rektaszension: 14h43m03.60s
- Deklination: −05°39'30.0"